# Ballistische Kamera
Ballistische Kameras sind Messkameras zur Bahnbestimmung von ballistischen Flugkörpern (Geschosse, Höhenforschungs- und andere Raketen), Ballonsonden und künstlichen Erdsatelliten. In der Bauart sind sie mit Luftbildkameras verwandt und werden wie diese von Produktionsunternehmen der Geodäsie und Fotogrammetrie hergestellt.
Eine ballistische Kamera muss rasch schwenkbar, aber sehr stabil sein und auch schnelle Bewegungen präzise erfassen können, was eine Zeitmessung von besser als 1 Millisekunde erfordert. Das Objektiv soll lichtstark sein, aber eine möglichst geringe Verzeichnung aufweisen. Für die früher üblichen Fotoplatten von etwa 20 × 20 cm ergaben sich somit Brennweiten zwischen 25 und 75 cm und Öffnungsverhältnisse von etwa 1:2,5 oder 1:4.
Die Montierung ist im Regelfall azimutal – ähnlich einem Theodolit – und meist mit Teilkreisen ausgestattet.
Die am weitesten verbreitete Kamera ist die BC-4 von Wild-Heerbrugg (heute Leica), die es in zwei Versionen mit 30 cm und 45 cm Brennweite gab. Etwa ein Dutzend der langbrennweitigen, als Satellitenkamera geeigneten Version wurde um 1970 zur Messung des ersten Weltnetzes  der Satellitentriangulation eingesetzt.
Da die fotografischen Glasplatten relativ teuer sind und viele frühere Produzenten ihre Herstellung eingestellt haben, ist der Umbau ballistischer Kameras auf digitale Bildaufnehmer (CCD etc.) naheliegend, doch sind auch Entwicklungen mit kürzeren Brennweiten sinnvoll.